# Ensisheim
Ensisheim je francouzská obec, která se nachází v departementu Haut-Rhin, v regionu Grand Est.

## Poloha
Obec má rozlohu 36,59 km². Nejvyšší bod je položen 231 m n. m.

## Obyvatelstvo
V roce 2013 zde žilo 7494 obyvatel.

## Ensisheimský meteorit
Dne 7. listopadu roku 1492 dopadl poblíž obce meteorit, jehož světelnou stopu a akustický projev pozorovalo množství zdejších obyvatel. Těleso se dochovalo do 21. století a jeho úlomek má hmotnost 56 kilogramů. Jednalo se o jednu z prvních pozorovaných událostí tohoto druhu v raném novověku.
Následující graf zobrazuje vývoj počtu obyvatel v obci.